# چناربن (هزارجریب)
چناربن یک روستا در ایران است که در بخش هزارجریب شهرستان نکا واقع شده‌است. چناربن ۳۴۲ نفر جمعیت دارد.

## جمعیت
این روستا در دهستان زارم‌رود قرار دارد و براساس سرشماری مرکز آمار ایران در سال ۱۳۸۵، جمعیت آن ۳۴۲ نفر (۸۹ خانوار) بوده‌است.